# Córka Zorry
Córka Zorry (ang. Señorita) – amerykański niemy film komediowy z 1927 roku w reżyserii Clarence’a G. Badgera. Parodia Znaku Zorro z 1920 roku.

## Obsada
- Bebe Daniels jako Señorita Francesca Hernandez
- James Hall jako Roger Oliveros
- William Powell jako Ramon or Manuel Oliveros
- Josef Swickard jako Don Francisco Hernandez
- Tom Kennedy jako Oliveros Gaucho
- Jerry Mandy jako Juean
- Raoul Paoli jako Jose
- Pedro Regas jako Hernandez Gaucho